# Borčice
Borčice (allemand : Borschitz, hongrois : Borcsic) est un village de Slovaquie situé dans la région de Trenčín.

## Histoire
La première mention écrite du village date de 1238.

## Démographie

### Évolution de la population
| Année:               | 1994. | 2004.   | 2014.    | 2024.    |
| -------------------- | ----- | ------- | -------- | -------- |
| Nombre de personnes: | 392   | 377     | 535      | 752      |
| Différence:          |       | -3,82 % | +41,90 % | +40,56 % |

| Année:               | 2023. | 2024.   |
| -------------------- | ----- | ------- |
| Nombre de personnes: | 746   | 752     |
| Différence:          |       | +0,80 % |